# KZ-Außenlager Haslach

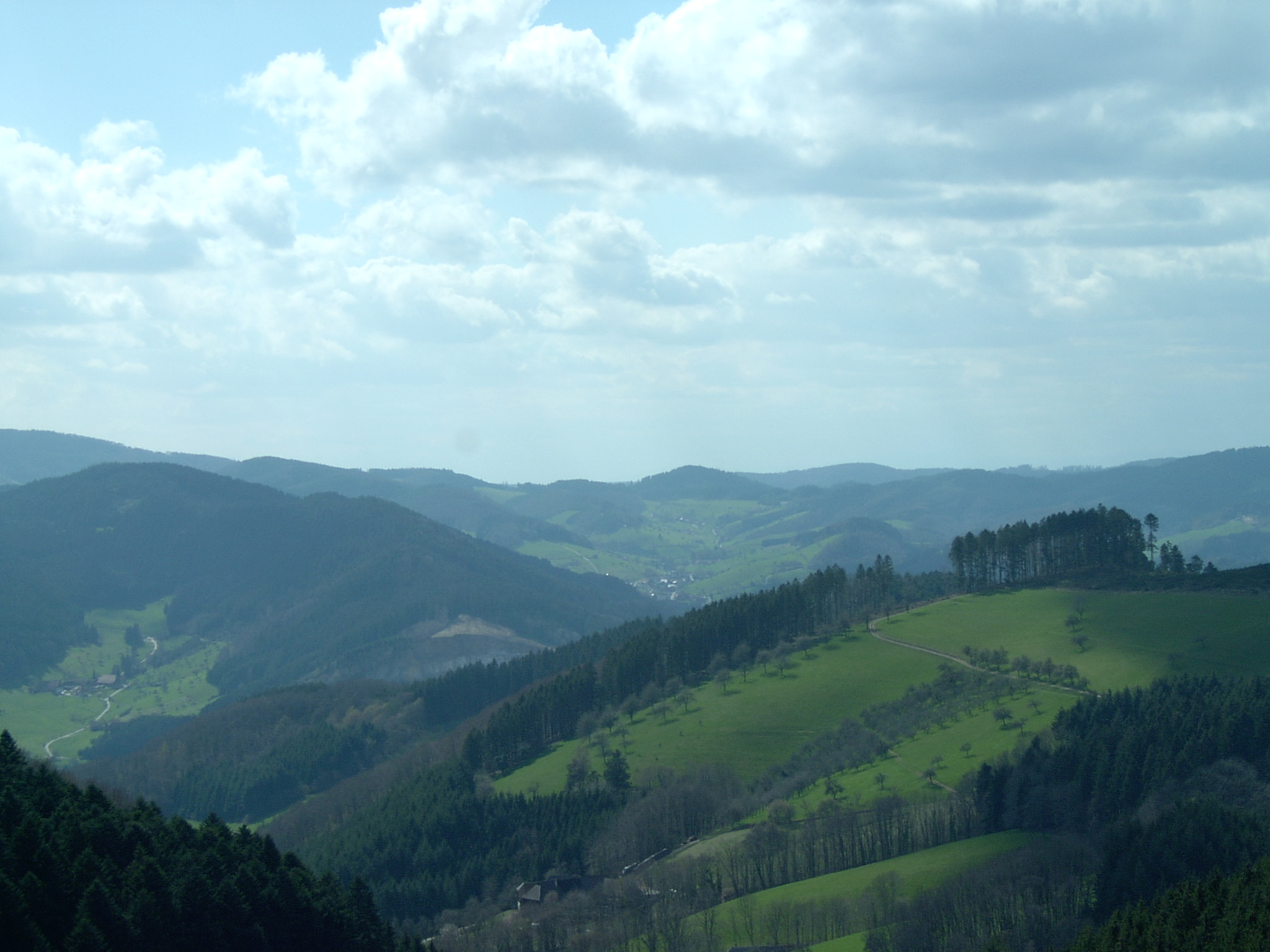
Mittlerer Schwarzwald bei Haslach im Kinzigtal

Die KZ-Außenlager Haslach entstanden ab September 1944 in der Endphase des Zweiten Weltkrieges im Zuge der Untertage-Verlagerung von Rüstungsbetrieben, die im Stollensystem eines Steinbruchs nahe der Stadt Haslach im Kinzigtal (Schwarzwald) untergebracht werden sollten. In drei Außenlagern, die dem KZ Natzweiler-Struthof oder dem Sicherungslager Schirmeck-Vorbruck unterstanden, wurden insgesamt 1.700 Häftlinge festgehalten, die als Zwangsarbeiter beim Ausbau der Stollen eingesetzt wurden. Mindestens 210 Häftlinge starben an den Haftbedingungen oder wurden von den Wachmannschaften der SS ermordet.

## Vorgeschichte

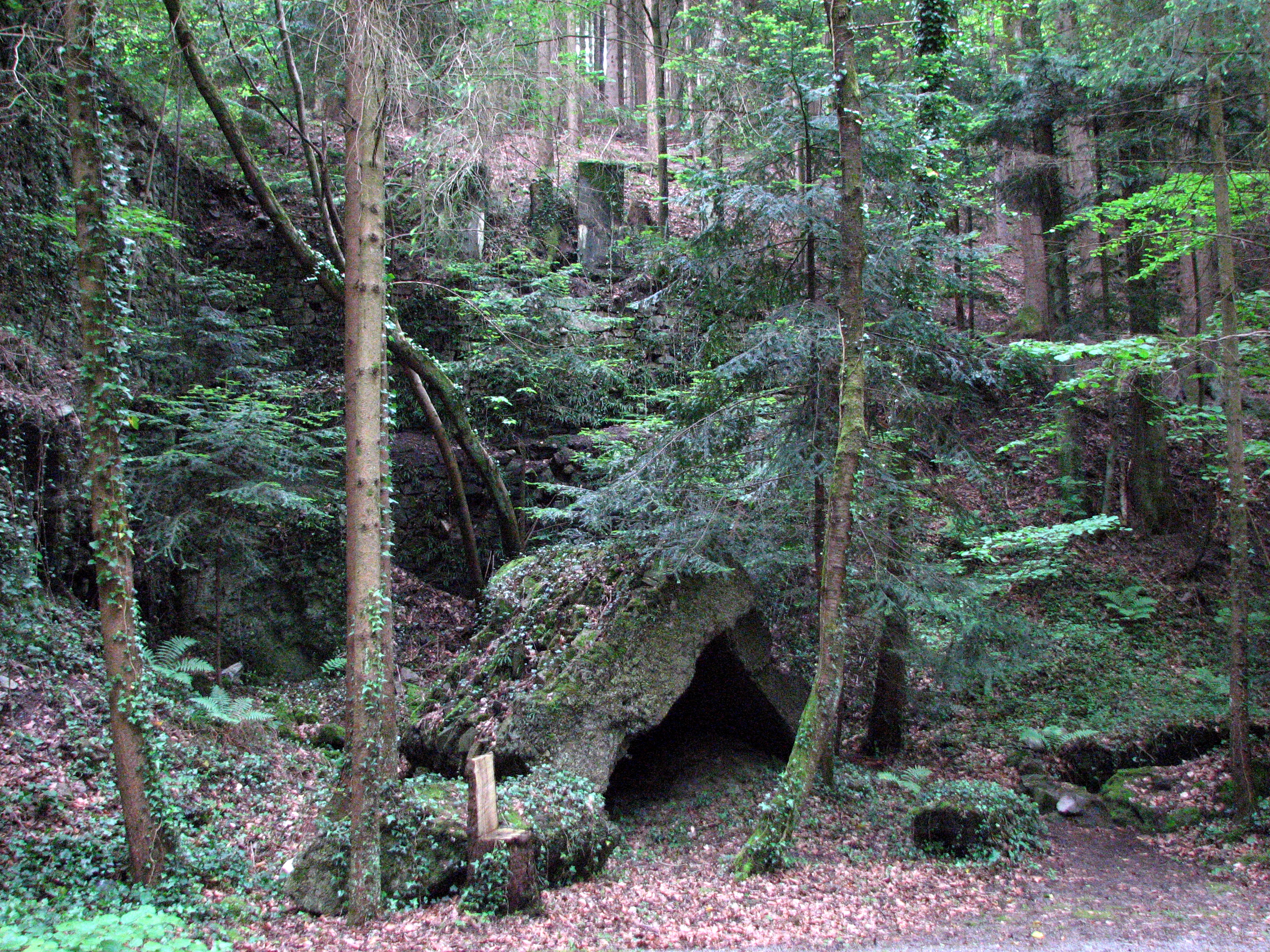
Außenanlage „Vulkan“ nach Sprengung, nahe Haslach im Kinzigtal, 2012

Seit 1902 bauten die Hartsteinwerke Vulkan in einem Steinbruch am Urenkopf, zwischen Haslach und Mühlenbach gelegen, Amphibolit ab, ein als Schotter besonders geeignetes Gestein. Im November 1905 übernahm der Heidelberger Steinbruchunternehmer Philipp Leferenz das in Konkurs geratene Schotterwerk, das über eine zwei Kilometer lange Seilbahn vom Steinbruch zur Verladestation an der Schwarzwaldbahn verfügte. Ab 1911 wurde das Amphibolit auch im Untertagebau gewonnen; Anfang der 1940er Jahre waren mehrere Stollen mit einer Länge von bis zu 400 Metern vorhanden. In der Zeit des Nationalsozialismus erhielt der Steinbruchbetrieb bis 1941 umfangreiche Staatsaufträge, beispielsweise für den Bau des Westwalls. Im Zweiten Weltkrieg blieben große Bauprogramme aus, so dass der Steinbruch im September 1942 geschlossen wurde. Der geplante Einsatz von Belegschaft und Maschinen in der südlichen Ukraine unterblieb infolge des Kriegsverlaufs.
Im April 1944 beschlagnahmte das Rüstungsministerium den Steinbruch, um ihn im Zuge der Untertage-Verlagerung kriegswichtiger Betriebe zum Schutz vor Luftangriffen zu nutzen. Geplant war die Herrichtung von circa 18.500 m² Stollenfläche, auf der die Firma Mannesmann unter dem Decknamen „Barbe“ Teile für die sogenannten V-Waffen herstellen sollte. Bei einer Besichtigung im April 1944 zeigten auch Beauftragte des Flugzeugherstellers Messerschmitt Interesse an den Stollen. Im Juni 1944 übernahm die Organisation Todt die Bauleitung; mit der Bauausführung wurden die Firmen Wayss & Freytag und Dohrmann beauftragt. Beiden Bauunternehmen wurden KZ-Häftlinge zur Verfügung gestellt.

## Außenlager
Die Entstehung der Haslacher Außenlager fällt in die Zeit der Räumung der im Elsass gelegenen nationalsozialistischen Zwangslager nach der Landung alliierter Truppen in der Normandie. Das erste, im September 1944 entstandene Lager, Außenlager Sportplatz oder Außenlager Barbe genannt, war ein KZ-Außenlager, das dem Stammlager Natzweiler-Struthof unterstand.
Am 12. Oktober 1944 wurde entschieden, die Stollenanlage in Haslach nicht für Mannesmann, sondern für die Produktion von Panzerteilen durch Daimler-Benz zu nutzen. Hintergrund war die Zerstörung des Daimler-Benz-Werkes in Gaggenau durch Luftangriffe Ende September und Anfang Oktober. Auf Anregung des für die Untertage-Verlagerung zuständigen Daimler-Benz-Direktors Karl Müller wurden weitere Häftlinge nach Haslach überstellt, um die Bauarbeiten zu beschleunigen. Die Häftlinge waren ursprünglich im Sicherungslager Schirmeck-Vorbruck gefangen gehalten worden, das im August 1940 eingerichtet worden war. Schirmeck diente den deutschen Polizeibehörden als „Erziehungslager“ im Zuge der „Germanisierung“ des Elsass sowie als „Sicherungslager“, in dem Vorbeuge- und „Schutzhäftlinge“ festgehalten wurden. Bereits in Schirmeck mussten die Häftlinge Zwangsarbeit für Daimler-Benz leisten; zahlreiche Häftlinge waren bei der Auflösung des Schirmecker Lagers in das Sicherungslager Rotenfels deportiert worden, um als Zwangsarbeiter im Gaggenauer Daimler-Benz-Werk eingesetzt zu werden.
Die beiden Sicherungslager gehörten zu den zahlreichen Zwangslagern, die im nationalsozialistischen Herrschaftsbereich neben dem System der eigentlichen, der Inspektion der Konzentrationslager unterstehenden KZs bestanden. In der Erinnerung insbesondere der Häftlinge werden diese Zwangslager häufig als KZ wahrgenommen, auch herrschten dort ähnliche Haftbedingungen wie in den KZs. Da das Außenlager Sportplatz nicht zur Unterbringung weiterer Häftlinge ausreichte und zudem Häftlinge eines Konzentrations- und eines Sicherungslagers nicht zusammen untergebracht werden durften, entstanden für die Häftlinge der Sicherungslager die Außenlager „Vulkan“ und Kinzigdamm.

### Außenlager Sportplatz
Am 16. September trafen 399 Häftlinge vom KZ Dachau oder dem Dachauer Außenlager München-Allach kommend in Haslach ein. Die Häftlinge, überwiegend französische Widerstandskämpfer, die nach dem sogenannten Nacht-und-Nebel-Erlass festgehalten wurden, waren kurz zuvor von Natzweiler nach Dachau verlegt worden. Da der ursprünglich geplante Bau von KZ-Baracken unterhalb des Steinbruchs am Urenkopf im Bereich der heutigen Bundesstraße 294 nicht zustande gekommen war, wurden die Häftlinge in einem Lagerschuppen der Wehrmacht am Haslacher Sportplatz untergebracht (48° 16′ 45″ N, 8° 4′ 43″ O). Die Zahl der Häftlinge im Außenlager Sportplatz stieg bis Dezember 1944 auf etwa 600; die Gefangenen stammten aus 20 Ländern, hauptsächlich aus Frankreich (47 %), aus der Sowjetunion (16 %) sowie aus Polen (12 %).
Die KZ-Häftlinge wurden zunächst beim Bau einer Zufahrtsstraße zum Steinbruch eingesetzt, später beim Ausbau der Stollen. Nach dem Bericht eines überlebenden Häftlings mussten die Häftlinge zehn bis zwölf Stunden pro Tag arbeiten. In der einstündigen Mittagspause habe es eine Suppe gegeben, die – da sie mit der Seilbahn zum Steinbruch transportiert wurde – im Winter aus Eisklumpen bestanden habe. Die Wachmannschaften der SS habe Häftlinge, die sich angesichts ihrer unzureichenden Kleidung Westen aus Zementsäcken hergestellt hatten, mit Stockhieben bestraft. Infolge der hygienischen Zustände seien im Lager Krankheiten wie Ruhr, Tuberkulose und Typhus aufgetreten, an denen mangels Medikamenten zahlreiche Häftlinge gestorben seien.
Die Wachmannschaft des Außenlagers bestand aus circa 30 Mann der 9. Wachkompanie des KZ Natzweiler und war im Vereinsheim des Sportplatzes untergebracht. Erster Lagerkommandant war bis Dezember 1944 der SS-Oberscharführer Robert Hochhaus; ihm folgte der Luftwaffenoffizier Erwin Dold. Dold versuchte die Lebensbedingungen der Häftlinge zu verbessern und organisierte eine Verpflegung unter Einbeziehung von Bäckereien und Metzgereien aus Haslach. Auch unter Dolds Leitung starben weitere Häftlinge.
Mitte Februar 1945 wurde das Außenlager Sportplatz aufgelöst. Ein Teil der Häftlinge wurde in das Außenlager Dautmergen verlegt und bei der Ölschiefergewinnung des Unternehmens Wüste eingesetzt. Von 254 Häftlingen, die in das als „Sterbelager“ benutzte Außenlager Vaihingen überstellt wurden, starben in den folgenden zwei Monaten 70. Insgesamt starben ein Drittel der KZ-Häftlinge in Haslach; der französische Historiker Robert Steegmann nennt Haslach „eines der mörderischsten Außenlager“ des KZ Natzweiler.

### Außenlager „Vulkan“

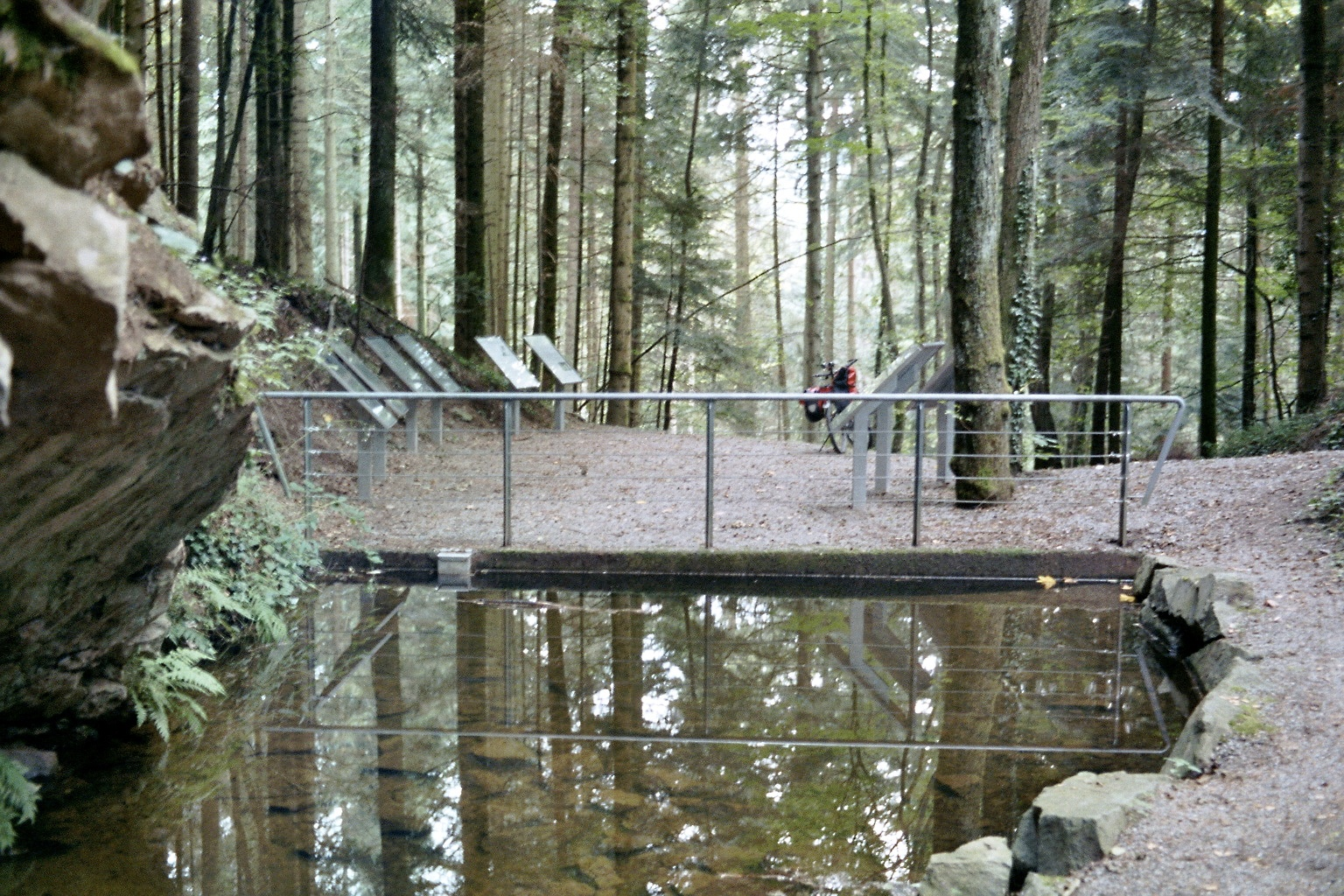
Gedenkstätte Vulkan, Außenlager des KZ Natzweiler-Struthof, unterhalb der Mülldeponie, 2005

Ab dem 4. Dezember 1944 wurden circa 650 Häftlinge, überwiegend französische Widerstandskämpfer und Ukrainer, in den Stollen des Steinbruchs festgehalten (48° 15′ 55″ N, 8° 6′ 44″ O). Die Häftlinge waren ursprünglich im Sicherungslager Schirmeck-Vorbruck und dann vorübergehend in der Festung Rastatt inhaftiert gewesen. Ein ehemaliger Häftling schilderte 1947 vor einem französischen Militärgericht die Haftbedingungen im Stollen:
„Es gab für die Häftlinge weder Betten noch Strohsäcke, lediglich eine Handvoll nassen Strohs, welches während der fünf Monate nicht erneuert wurde. Es gab weder frisches Trinkwasser und Waschgelegenheit, von sonstigen sozialen oder hygienischen Einrichtungen gar nicht zu sprechen. Die Verpflegung war vollkommen unzureichend. Die Häftlinge wurden stets viehisch mißhandelt und geschlagen. Millionen von Läusen konnten auf Grund dieser grenzenlosen Verwahrlosung aufkommen und wurden eine für die Häftlinge fast unausstehliche Qual. Die Folge dieser Zustände waren Massenerkrankungen und Tod.“
Kommandant des Außenlagers war Karl Buck, der diese Funktion bereits in Schirmeck-Vorbruck innehatte. Gegenüber Häftlingen bezeichnete er die Unterbringung im Stollen als „gut“ und „bombensicher“. Im Februar 1945 folgte der SS-Sturmscharführer Josef Kraus als Lagerkommandant. Nach Aussagen überlebender Häftlinge beteiligten sich sowohl Buck wie auch Kraus persönlich an den fast täglichen Misshandlungen der Häftlinge. Buck sei auch bei der Erschießung von Häftlingen anwesend gewesen. Kraus hetzte Wachhunde auf Häftlinge, die aus Hunger Zugriff auf das Hundefutter genommen hatten.

### Außenlager Kinzigdamm
Die Existenz eines dritten Außenlagers in Haslach wurde 1997 durch Recherchen des Lehrers Sören Fuß bekannt. In Veröffentlichungen vor 1997 wurde fälschlicherweise davon ausgegangen, dass das Außenlager Kinzigdamm eine andere Bezeichnung des Außenlagers Sportplatz war.
Am 10. Dezember 1944 trafen weitere 300 Häftlinge in Haslach ein. Die Leitung des Lagers „Vulkan“ weigerte sich, die Häftlinge in den Stollen unterzubringen und empfahl der Begleitmannschaft, die Häftlinge zu erschießen. Dies unterblieb, stattdessen wurden die Häftlinge in die Stadt zurückgetrieben und anfänglich unter dem Rathaus, später in einem Fabrikgebäude festgehalten. In den folgenden Wochen wurden die Häftlinge schrittweise in das Außenlager Kinzigdamm überstellt. Dieses kleinste Lager in Haslach lag rechts der Kinzig unweit der Straße Herrenberg und bestand aus zwei Baracken, die von niederländischen Zwangsarbeitern im August 1944 für einen unbekannten Verwendungszwecke errichtet worden waren (48° 16′ 54″ N, 8° 5′ 29″ O).
Die Häftlinge des Außenlagers Kinzigdamm arbeiteten zum überwiegenden Teil in den Stollen. Andere Gefangene wurden an örtliche Betriebe als Zwangsarbeiter „vermietet“; ein Arbeitseinsatz, der in der Regel mit besserer Ernährung und günstigeren Arbeitsbedingungen verbunden war.

## Befreiung
Im März 1945 wurden viele Häftlinge in sogenannten Todesmärschen in andere Außenlager evakuiert; Häftlinge des Lagers am Kinzigdamm kamen beispielsweise nach Sulz am Neckar. Am 28. März wurden die in den Stollen Inhaftierten in die Baracke des Lagers Sportplatz verlegt. Eine größere Zahl Häftlinge wurde noch vor Kriegsende freigelassen; sie fand Unterkunft bei Bauern und Handwerkern sowie in kirchlichen Einrichtungen in Haslach und Umgebung. Nach dem Abzug der SS-Wachmannschaften am 13. April sorgte der katholische Stadtpfarrer, August Vetter, dafür, dass schwerstkranke Häftlinge ins Haslacher Krankenhaus aufgenommen wurden. Vetter hatte bereits zuvor elsässische Geistliche unter den Häftlingen unterstützt. Haslacher Bürger hatten den Häftlingen geholfen, in dem sie Nahrungsmittel am Marschweg der Gefangenen von den Lagern zum Steinbruch auslegten.
Verbände der 1. Französischen Armee befreiten Haslach am 21. April 1945. Im September 1946 exhumierten französische Soldaten sowie hierzu herangezogene ehemalige NSDAP-Mitglieder 210 Leichen von KZ-Häftlingen, die in einem Massengrab am Rande des Haslacher Friedhofs begraben worden waren. Soweit die Leichen identifiziert werden konnten, wurden sie in ihre Heimatorte überführt. In der Gegenwart sind 75 nicht identifizierte Tote der Lager in einem Ehrengrab auf dem Haslacher Friedhof bestattet. Weitere getötete Häftlinge sollen an den Stollen verscharrt worden sein, andere starben in anderen Lagern oder überlebten ihre Befreiung nur um kurze Zeit.
Angehörige der Wachmannschaft wurden 1947 vor einem französischen Militärgericht in Rastatt angeklagt. Karl Buck wurde zum Tode verurteilt, später zu lebenslanger Zuchthausstrafe begnadigt und 1955 von den französischen an die deutschen Behörden übergeben, die ihn freiließen. Erwin Dold wurde als einziger in Rastatt angeklagter Lagerführer freigesprochen, da Häftlinge in Aussagen bestätigten, dass er sich sowohl in Haslach als auch in Dautmergen für die Verbesserung der Haftbedingungen eingesetzt habe. Während des Prozesses in Rastatt wurde die Sprengung der Stollen am Urenkopf beschlossen. Eine erste, im November 1947 durchgeführte Sprengung scheiterte an der Härte des Gesteins. Am 28. April 1948 brachten 84 Tonnen Sprengstoff die Stollen teilweise zum Einsturz. Die hierbei ausgelösten Erdstöße wurden von Erdbebenstationen in Frankreich, der Schweiz und Österreich registriert.
Die französische Armee nutzte von August 1953 bis Dezember 1965 das Gelände des „Vulkan“-Steinbruchs als Munitions- und Sprengstoffdepot. Im Juli 1970 stimmte der Haslacher Stadtrat der Einrichtung einer zentralen Mülldeponie für den Landkreis Wolfach im Steinbruchgelände zu. Nach der Kreisreform wurde die Mülldeponie 1973 vom Ortenaukreis übernommen.

## Gedenken

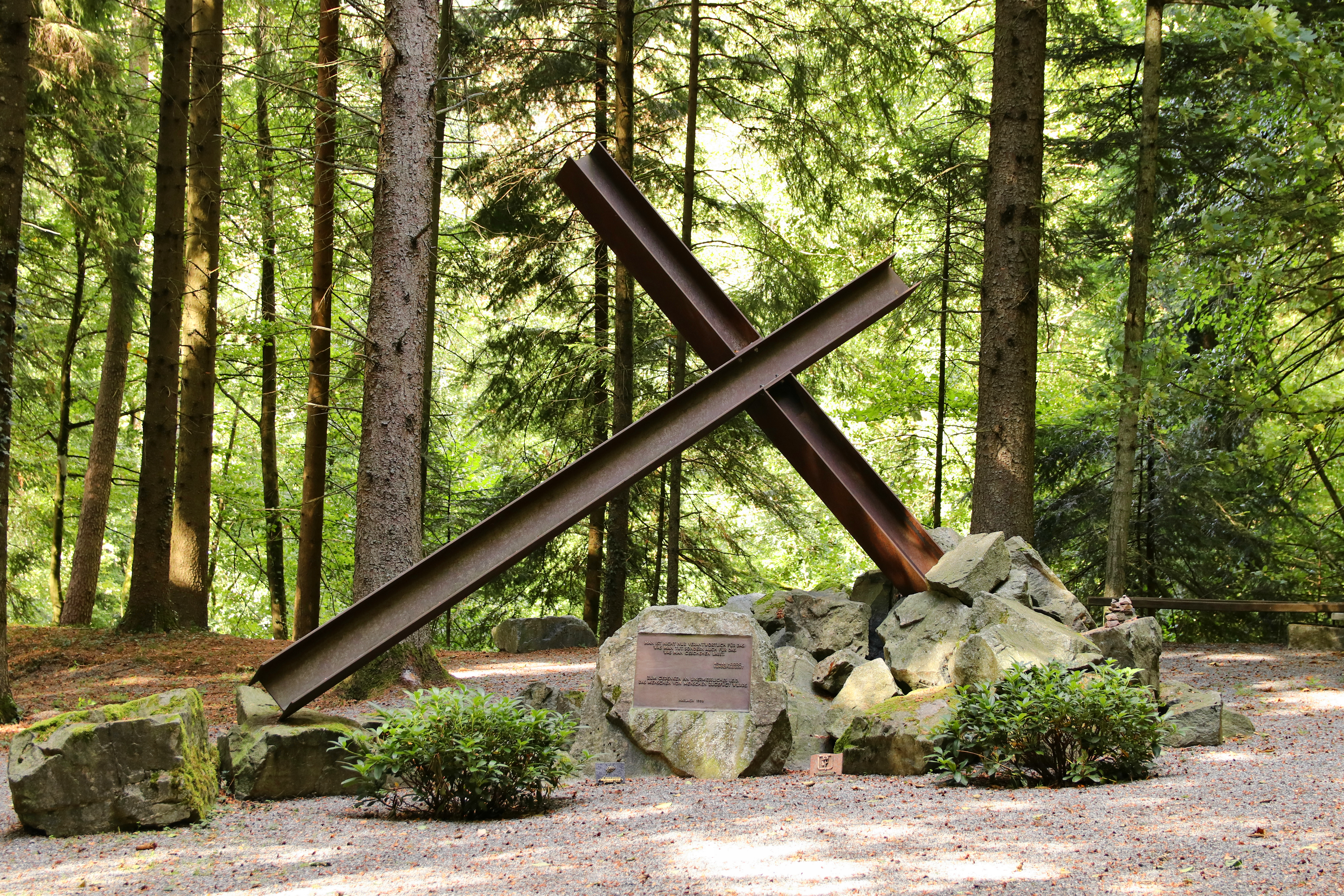
Mahnmal in der KZ-Gedenkstätte Vulkan

Die Baracke des Lagers Sportplatz war im Oktober 1970 Ort eines Treffens von 300 Mitgliedern der Vereinigung der Verfolgten des Naziregimes (VVN), ehemaligen Häftlingen und französischen Widerstandskämpfern, bei dem der Toten der Haslacher Lager gedacht und eine Gedenktafel an der Baracke enthüllt wurde. 1979 wurde die Häftlingsbaracke abgerissen und an ihrer Stelle eine Markthalle errichtet, an der die Gedenktafel angebracht wurde. Die beiden Baracken des Lagers Kinzigdamm waren bereits kurz nach Kriegsende abgerissen worden; in der Gegenwart befinden sich dort Schrebergärten.
Ab den 1970er Jahren erforschte der Haslacher Lehrer Manfred Hildenbrand als „Einzelkämpfer“ die Geschichte der örtlichen Außenlager; die Kooperation der Bevölkerung wird als anfänglich „sehr verhalten“ beschrieben. Die Initiative zur Errichtung einer Gedenkstätte ging erst 1997 von den beiden SPD-Stadträten Sören Fuß und Herbert Himmelsbach aus. 1997 entdeckte Sören Fuß die Existenz des Außenlagers Kinzigdamms und begann mit der Suche nach noch lebenden Zeitzeugen. Innerhalb eines halben Jahres konnte er Kontakte zu 70 ehemaligen Häftlingen und ebenso vielen  Familien inzwischen Verstorbener herstellen. Unterstützt wurde er dabei von Michelle Bicheray, der Tochter eines in Haslach ums Leben gekommenen KZ-Häftlings.
Die Gedenkstätte ist von der B 294 600 Meter nach Ortsausgang Haslach Richtung Freiburg über eine links zwei Kilometer steil ansteigende Straße und einen 500 Meter langen Fußweg zu erreichen (48° 15′ 49,4″ N, 8° 6′ 37″ O).
Am 25. Juli 1998 wurde die Gedenkstätte Vulkan am Mundloch eines Wasserlösungsstollens unterhalb des ehemaligen Steinbruches eingeweiht. Sie besteht aus einem vom Haslacher Künstler Frieder Haser gestalteten Mahnmal. Ein gesenktes Kreuz ist von Steinen umgeben. Darum herum sind Sitzbänke eingerichtet. Zwölf Informationstafeln am Entwässerungsstollen informieren über die drei Außenlager.
An der Einweihung nahmen auch 200 ehemalige Häftlinge und Familienangehörige teil. In den folgenden Jahren fanden weitere Treffen von Häftlingen und Familienangehörigen in Haslach statt.
Die Initiative Gedenkstätte Vulkan (Haslach) ist Gründungsmitglied des Verbundes der Gedenkstätten im ehemaligen KZ-Komplex Natzweiler.